# عمار العجمي
عمار محمد عمار لبدان العجمي ( 1962 -)، وزير شؤون مجلس الأمة والإسكان الكويتي السابق ونائب سابق في مجلس الأمة الكويتي، حاصل على بكالريوس في الطيران التجاري، وقد شارك في انتخابات مجلس الأمة الكويتي 2012 ممثلا عن الدائرة الانتخابية الثالثة وحصل على المركز العاشر في الدائرة الثالثة بـ7,697 صوت وفاز بالانتخابات، كما شارك في انتخابات مجلس الأمة الكويتي 2022 ممثلا عن الدائرة الانتخابية الثالثة وحصل على المركز السابع برصيد 3,784 صوت وفاز بالانتخابات.

## عضوياته
- حاصل على بكالوريوس طيران تجاري.[3]
- رئيس أسطول البوينج 777 في الخطوط الكويتية.
- رئيس العمليات لشؤون الترحيل.
- رئيس فريق الطوارئ وأمين سر بمكتب الشهيد والديوان الأميري.
- عضو مجلس أمناء مكتب الإنماء الاجتماعي.
- عضو في نقابة الخطوط الجوية الكويتية.

## نتائجه في إنتخابات مجلس الأمة
| الانتخابات    | الدائرة الانتخابية | المركز                 | عدد الأصوات | النتيجة |
| ------------- | ------------------ | ---------------------- | ----------- | ------- |
| انتخابات 2012 | الدائرة الثالثة    | المركز العاشر          | 7،697 صوت   | فاز     |
| انتخابات 2016 | الدائرة الثالثة    | المركز الثامن عشر      | 1,524 صوت   | خسر     |
| انتخابات 2019 | الدائرة الثالثة    | المركز الثاني - تكميلي | 5,173 صوت   | خسر     |
| انتخابات 2020 | الدائرة الثالثة    | المركز الحادي عشر      | 2,785 صوت   | خسر     |
| انتخابات 2022 | الدائرة الثالثة    | المركز السابع          | 3,784 صوت   | فاز     |